# 어벤저 3
《어벤저 3》(Kickboxer 3: The Art Of War)는 미국에서 제작된 릭 킹 감독의 1992년 액션 영화이다. 사샤 미첼 등이 주연으로 출연하였고 마이클 D. 페리저 등이 제작에 참여하였다.

## 출연

### 주연
- 사샤 미첼
- 진국신

### 조연
- 리처드 코마
- 밀톤 곤칼베스

## 기타
- 미술: 클로비스 부에노